# Ягельский, Ежи
Ежи Ягельский (пол. Jerzy Jagielski, 16 сентября 1897, Варшава — 5 января 1955, Мюнхен) — польский шахматист и журналист. Участник чемпионата Польши 1937 г. В составе сборной Польши — серебряный призер неофициальной шахматной олимпиады. На той олимпиаде он также выполнял обязанности корреспондента Польского телеграфного агентства.
Во время Второй Мировой войны организовал в Варшаве ряд подпольных турниров. После подавления Варшавского восстания был вывезен в Германию. После освобождения из лагеря остался жить в Баварии, поскольку не хотел возвращаться в коммунистическую Польшу.

## Спортивные результаты
| Год         | Город   | Соревнование                                                 | + | −  | = | Результат | Место |
| ----------- | ------- | ------------------------------------------------------------ | - | -- | - | --------- | ----- |
| 1926        | Варшава | Чемпионат Варшавы                                            |   |    |   |           | 12—13 |
| 1929        | Варшава | Турнир варшавских шахматистов                                |   |    |   |           | 1     |
| 1930        | Варшава | Чемпионат Варшавы                                            |   |    |   |           | 10—11 |
| 1931        | Варшава | Чемпионат Варшавы                                            |   |    |   |           | 5—6   |
| 1932        | Варшава | Чемпионат Варшавы                                            |   |    |   |           | 7—8   |
| 1933        | Варшава | Турнир варшавских шахматистов                                |   |    |   |           | 1     |
| 1934        | Варшава | Чемпионат Варшавы                                            |   |    |   |           | 12    |
|             | Варшава | Чемпионат Варшавского шахматного клуба                       |   |    |   |           |       |
| 1936        | Мюнхен  | Неофициальная шахматная олимпиада (сборная Польши, запасной) |   |    |   | [ 2 ]     |       |
| 1937        | Юрата   | Чемпионат Польши                                             | 4 | 14 | 3 | 5½ из 21  | 21    |
| 1938 / 1939 | Варшава | Турнир варшавских шахматистов                                |   |    |   |           | 4     |
| 1944        | Варшава | Турнир варшавских шахматистов                                |   |    |   |           | 2     |